# Xiangshan, Peking
Xiangshan (kinesiska: 香山, 香山街道) är ett stadsdelsdistrikt i Peking i Kina. Det ligger i Haidian i storstadsområdet Peking, i den norra delen av landet, omkring 20 kilometer nordväst om stadskärnan. Antalet invånare är 28 535. Befolkningen består av 13 877 kvinnor och 14 658 män. Barn under 15 år utgör 6,0 %, vuxna 15-64 år 86 %, och äldre över 65 år 7,0 %.